# Debbie-Ann Lewis
Debbie Ann Lewis (sinh ngày 7 tháng 8 năm 1969 tại Grenada) là một vận động viên crickter Tây Ấn, người đã chơi hơn 40 trận ngày Quốc tế Phụ nữ.